# Castell d'Örebro
El Castell d'Örebro és una fortificació medieval situada a la ciutat d'Örebro, Närke, Suècia. El castell està situat en una illa del riu Svartån Durant el regnat de la dinastia Vasa va ser expandit i restaurat el 1900. Actualment serveix com a aulari de la Karolinska Skolan i també és un lloc disponible per a diverses celebracions, així com la seu i residència del govern del comtat. El castell es pot visitar amb tota normalitat.
Durant més de 700 anys el castell va ser un punt estratègic que protegia un pont sobre el riu Svartån, les primeres construccions es van fer a mitjans del segle xiii i consistien en una torre de defensa. Al segle següent es va construir la muralla i durant el segle xvi fou quan se li va donar la forma que té en l'actualitat, la d'un castell renaixentista.
Alguns dels esdeveniments més importants de la història sueca han passat en aquest castell, fou residència d'Engelbrekt Engelbrektsson i també fou aquí on es van dur a terme les discussions que van dur a la coronació de Jean Baptiste Bernadotte com a rei de Suècia.